# Ludwig Levy
Pour les articles homonymes, voir Levy.
Ludwig Levy, né le 18 avril 1854 à Landau in der Pfalz et décédé le 30 novembre 1907 à Karlsruhe, est un architecte badois de la période wilhelmienne.

## Biographie
Ludwig Lévy est le sixième enfant d'un marchand de textile. Après des études primaires, il étudie à l'Institut de technologie de Karlsruhe. Ludwig Levy se tourne vers l'architecture et suit des cours à partir de 1876. Il ouvre un cabinet d'architecte en 1882 à Kaiserslautern. Il devint en 1888 professeur à la Baugewerbeschule de Karlsruhe.
Au vu de ses travaux, le ministère de l'Intérieur du grand-duché de Bade le nomme architecte du Land. Il donne en outre des cours d'architecture, à l'Institut de technologie de Karlsruhe. On lui doit entre autres les plans de plusieurs synagogues ( Kaiserslautern, Pforzheim, Baden-Baden, Bingen am Rhein, Thionville, Luxembourg) et d'églises du Palatinat et du duché de Bade. On lui doit aussi à Strasbourg outre les plans de la synagogue consistoriale du quai Kléber, ceux de la villa Lévy au n° 20, allée de la Robertsau, ainsi que ceux de bâtiments publics (la Trésorerie et la Préfecture).

## Réalisations architecturales

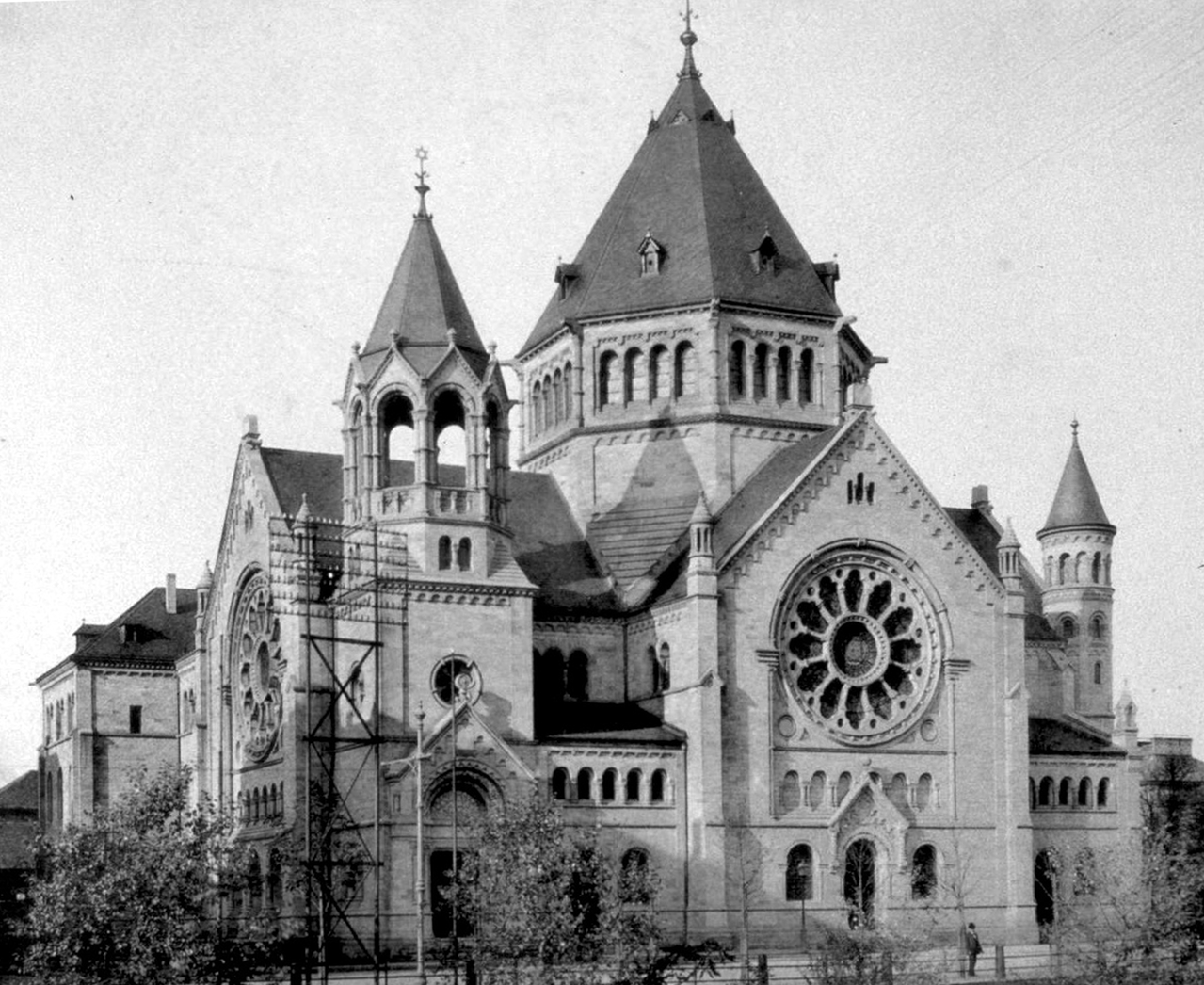
Strasbourg, la synagogue quai Kléber, 1898

- 1884–1885 : église protestante d'Olsbrücken
- autour de 1885 : maison associative catholique à Kaiserslautern
- autour de 1885 : Villa Ritter à Kaiserslautern
- 1886 : Villa Böhm à Neustadt an der Weinstraße
- 1888-1889 : Église protestante de Bexbach
- 1890 : Burckshof à Neustadt an der Weinstrasse-Gimmeldingen
- 1893 : Villa Streccius à Landau
- 1899–1911 : Bâtiment public, Place de la République à Strasbourg (Kaiserplatz): actuelle Direction régionale des Finances publiques d'Alsace et du Bas-Rhin.
- 1900–1903 : Bâtiment public du district à Mannheim
- Temple protestant de Queuleu
- Centre psychiatrique de Wiesloch

Durant la Nuit de Cristal, la plupart de ses synagogues ont été détruites :
- Ancienne Synagogue de Barmen (1897)
- Synagogue de Baden-Baden (1899-1938)
- Synagogue de Bingen am Rhein (1905-1938) (1905)
- Synagogue de Thionville : elle fut incendiée en 1940, les soldats allemands empêchant les pompiers thionvillois d'intervenir[1].
- Synagogue de Kaiserslautern (1886-1938) (1883–1886)
- Synagogue de La Chaux-de-Fonds (1896)
- Synagogue de Luxembourg
- Synagogue de Pforzheim (1892-1938)(1893)
- Synagogue de Rastatt (1906-1938)
- Synagogue de Rostock (1901-1902)
- Ancienne synagogue de Strasbourg (1896–1898): elle fut incendiée en 1940 et dynamitée en 1941[2].
- Synagogue de Winnweiler

## LaLevy Tor

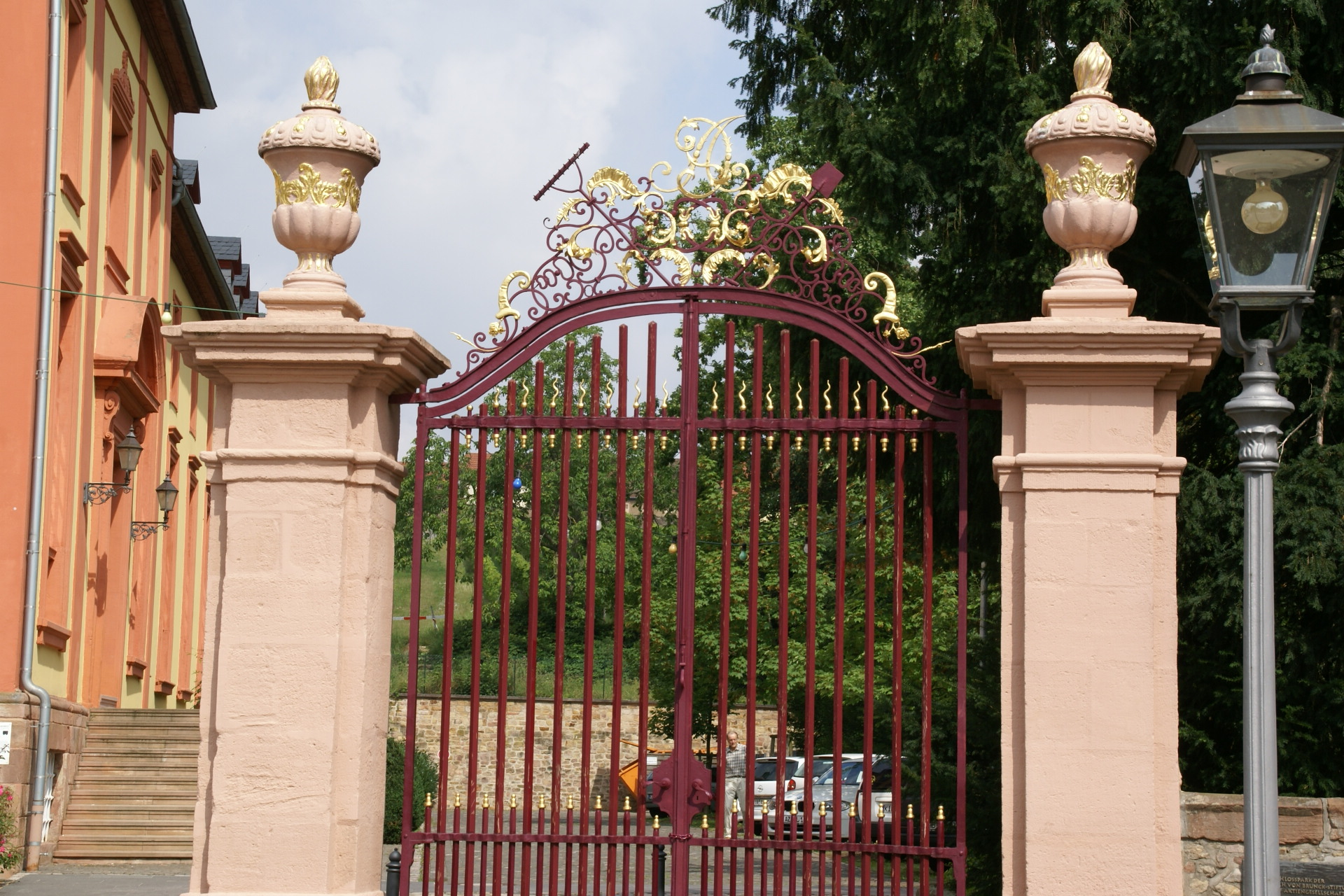
La Levy Tor au

La Levy Tor, ou « Porte Levy », est une porte en fer forgé située à l'extrémité nord-ouest du jardin du château de Kirchheimbolanden, à Kirchheimbolanden en Rhénanie-Palatinat (Allemagne). À l'époque, le propriétaire du château, Friedrich Brunck, fait concevoir en 1889, une porte à deux battants, de style néobaroque, par Ludwig Levy, qui la fait réaliser dans l'atelier du ferronnier Franz Brechenmacher. La porte est artistiquement décorée de fleurs et de fruits, ainsi que de vignes, de guirlandes et de cordes. Elle est encadrée par deux piliers en grès, couronnées d'un vase. 
La porte a été restaurée en 2009 et recouverte d'une couche de peinture protectrice.   

## Sources
- Théodore Rieger, Denis Durand de Bousingen, Klaus Nohlen, Collection Strasbourg architecture 1871-1918, Paris, Editions Le Verger, 1991, (p. 169 ).
- Dominique Jarasse, L’âge d’or des synagogues, Paris, Éditions Herscher, 1991, (p. 15, 124 et 127).
- Otto Böcher: Der Architekt Ludwig Levy (1853–1907). In: Mitteilungen des Oberhessischen Geschichtsvereins, Neue Folge, Band 77 (1992), S. 33–46.
- Jean Daltroff, "La synagogue du quai Kléber de Strasbourg (1898-1941)" Bernardswiller, I.D. l'Édition, 2012, (p. 13, 14, 17-19 et 89).